# Фрідріх Франц I (великий герцог Мекленбург-Шверінський)
Фрідріх Франц I (нім. Friedrich Franz I. von Mecklenburg-Schwerin; 10 грудня 1756 — 1 лютого 1837) — 1-й великий герцог Мекленбург-Шверіну в 1815—1837 роках.

## Життєпис
Походив з династії Мекленбургів (Ніклотів). Син ерпринца (спадкоємця трону) Людвіга та Шарлотти Софії Саксен-Кобург-Заальфельдської. Народився 1756 року. У перші роки свого життя він отримав домашню освіту. Потім до 1766 року навчався у Лозаннському та Женевському університетах. Закохавшись у жінку середнього класу в Женеві, він був змушений повернутися до Людвігслуста у вересні 1771 року за вказівкою герцога Фрідріха.
1774 року закохався в Луїзу Гессен-Дармштадтську, але вона обрала Карла Августа Саксен-Веймар-Айзенаського. В червні 1775 року в Готі в замку Фріденштейн оженився з Луїзою Саксен-Гота-Альтенбурзькою. 1776 року помирає його батько.
У 1785 році після свого стрийка Фрідріха II став герцогом Мекленбург-Шверінським. У 1786 року вступив у Союз німецьких князів, викупив частину земель, що у закладі в Пруссії після імперської опали герцога Карла Леопольда у 1731 році. 5 травня 1788 р. Фрідріх Франц I уклав з договір про субсидію з Вільгельмом V Оранським, штатгальтером Нідерландів, обіцяючи розгорнути три батальйони загальною чисельністю 1 тис. солдат. Натомість отримував кошти, які спрямував до спеціального фонду. Пізніше надлишки були використані, щоб зробити річку Ельде судноплавною, купити будинок для лікарні. Договір кілька разів продовжувався і закінчився лише в 1795 році, коли Оранського було повалено французькою армією. Також у 1788 році залагодив конфлікт з магістратом міста Росток, який зрештою визнав Фрідріха Франца своїм сеньйором.
1789 року об'єднав університет Герцога Фрідріха у Бютцові з Ростоцьким університетом. 1795 року придушив заворушення проти майстрів цехів міста Росток. Водночас зберігав нейтралітет щодо Франції.
У 1803 році купив у вільного міста Любека низку земель, а у Швеції за Мальмеською угодою — міста Вісмар, Поель і Нойклостер (за 1 млн. 200 тис. талерів). У листопаді 1806 року незважаючи на те, що герцогство Мекленбург-Шверін, не було учасником антифранцузької коаліції, його після битв під Єною та Ауерштедтом було окуповане французькою армією. Сам герцог перебрався з родиною до міста Альтона під захист данських військ. 1807 року після Тильзитського миру Наполеон I за клопотанням російського імператора Олександра I повернув Фрідріху Францу його землі.
22 березня 1808 року вступив до Рейнського союзу і зобов'язався допомагати Франції військами. 1812 року під час війни Франції і Росії надав у розпорядження Наполеону I 1700 солдат. 23 лютого 1813 року надав приватні та громадянські права юдеям. 14 червня із перших німецьких князів зрадив Наполеону I, вийшов з Рейнського союзу і перейшов на бік антифранцузької коаліції. Але в серпні до Мекленбургу увійшов маршал Жак Макдональд, внаслідок чого Фрідріх Франц знову втік до Альтони. Повернувся 8 серпня, оскільки Макдональд рушив на з'єднання з Наполеоном I в Саксонії, але лише 12 листопада французи залишили герцогство. Невдовзі відправив мекленбурзьку бригаду під орудою кронпринца Фрідріха Людвіга в складі шведської армії на Нижній Рейн.
У березні 1815 року поширилася звістка про повернення Наполеона Бонапарта. У результаті в червні Фрідріх Франц I відправив Мекленбурзько-Шверінську бригаду до Рейну і до Франції, де вони брали участь в облозі Монмеді і Лонгві. Війська повернулися до Мекленбургу лише в грудні. 27 травня на віденському конгресі отримав гідність великого герцога та титул королівської високості, які Фрідріх Франц прийняв 17 червня. Його пропозиції щодо відновлення титулу імператора в Німеччині та розширення володінь Мекленбург-Шверіну були відхилені.
В наступні роки він реорганізував правосуддя, стандартизував шкільну систему та покращив церковну систему. 1817 року під тиском духовенства та знаті скасував закон 1813 року, що надав права юдеям. У 1820 році скасовував кріпацтво. Але, крім особистої свободи, селяни не отримали нічого. Земля зосталася в руках поміщиків (юнкерів), які тепер були звільнені від усіх соціальних зобов'язань перед колишніми підданими. Чимало колишніх кріпаків зрештою емігрували — зокрема до американського Вісконсину.
Помер 1837 року, був похований у Доберанському соборі. Йому спадкував онук Пауль Фрідріх.

## Родина
Дружина — Луїза, донька Йоганна Августа принца Саксен-Гота-Альтенбурзького.
Діти:
- Фрідріх Людвіг (1778—1819) — наслідний принц Мекленбург-Шверіна, був тричі одружений, мав п'ятеро дітей;
- Луїза Шарлотта (1779—1801) — дружина герцога Саксен-Гота-Альтенбургу Августа, мали єдину доньку;
- Густав Вільгельм (1784—1840) — помер неодруженим та бездітним;
- Карл Август (1781—1851) — канонік у Любеку, генерал-лейтенант російської армії;
- Шарлотта Фредеріка (1782—1833) — дружина принца Данії та Норвегії Крістіана, мала двох синів;
- Адольф Фрідріх (1785—1821) — помер неодруженим, дітей не мав.